# Cantó de Les Herbiers
El cantó de Les Herbiers és un cantó francès del departament de la Vendée, situat al districte de La Roche-sur-Yon. Té 8 municipis i el cap es Les Herbiers.

## Municipis
- Beaurepaire
- Les Épesses
- Les Herbiers
- Mesnard-la-Barotière
- Mouchamps
- Saint-Mars-la-Réorthe
- Saint-Paul-en-Pareds
- Vendrennes

## Història
| Data d'elecció                           | Identitat       | Partit                     | Qualitat |
| ---------------------------------------- | --------------- | -------------------------- | -------- |
| 1945-1961                                | Zoé de Chabot   | PRL, després Divers droite |          |
| 1961-1979                                | Pierre Chatry   | Divers droite              |          |
| 1979-1992                                | Louis Cousseau  | RPR                        |          |
| 1992-1998                                | Marcel Albert   | RPR                        |          |
| 1998-                                    | Véronique Besse | MPF                        |          |
| les dades anteriors no són pas conegudes |                 |                            |          |
|                                          |                 |                            |          |

| A partir de 1990: Població sense dobles comptes |